# Orange Bowl 2018
Match précédent Match suivant
L' Orange Bowl 2018 est un match de football américain de niveau universitaire joué après la saison régulière de 2018, le 29 décembre 2018 au Hard Rock Stadium de Miami Gardens dans l'état de Floride aux États-Unis.
Il s'agit de la 85e édition de l'Orange Bowl. Il compte comme demi-finale du College Football Playoff. Son vainqueur affrontera le 7 janvier 2019, au Levi's Stadium de Santa Clara en Californie, le vainqueur du Cotton Bowl Classic 2018 lors du College Football Championship Game 2019.
Le match met en présence les équipes du Crimson Tide de l'Alabama issu de la Southeastern Conference et des Sooners de l'Oklahoma issus de la Big 12 Conference.
Sponsorisé par la société Capital One Financial Corporation, le match est officiellement dénommé le College Football Playoff at the Capital One Orange Bowl.
Le Crimson Tide de l'Alabama remporte le match 45 à 34.

## Présentation du match
Il s'agit de la 6e rencontre entre ces deux équipes.
Oklahoma mène les statistiques (3-1-1).
Leur dernière rencontre remonte au 2 janvier 2014, victoire à domicile d'Oklahoma 45-31.
| Équipes                                                                                       | Conférences | Entraîneurs        | Stats. saison rég. | Classements avant le bowl CFP-AP-Coaches |
| --------------------------------------------------------------------------------------------- | ----------- | ------------------ | ------------------ | ---------------------------------------- |
| Crimson Tide de l'Alabama                                                                     | SEC         | Lincoln Riley (en) | 13 - 0             | no 1 - no 1 - no 1                       |
| Sooners de l'Oklahoma                                                                         | Big 12      | Nick Saban         | 12 - 1             | no 4 - no 1 - no 1                       |
| Arbitre : Duane Heydt (ACC) Équipe donnée favorite par les bookmakers : Alabama par 14 points |             |                    |                    |                                          |

### Crimson Tide de l'Alabama
Avec un bilan global en saison régulière de 13 victoires sans aucune défaite, Alabama est éligible et est sélectionné pour jouer la demi-finale du CFP.
Ils terminent 1re de la Division Ouest de la Southeastern Conference avec un bilan en matchs de division de 8 victoires sans défaite. Ils remportent la finale de conférence 35 à 28 contre #4 Georgia.
À l'issue de la saison 2018 (bowl non compris), ils sont classés #1 aux classements CFP, AP et Coache's
Il s'agit de leur 9e apparition à l'Orange Bowl (4-4), leur 5e participation consécutive au College Football Playoff (3 victoires en 1/2 finale et 2 titres nationaux).
| Dates            | Saisons | Matchs     | Matchs                                                       | Scores  | Victoires - Défaites | Titre |
| ---------------- | ------- | ---------- | ------------------------------------------------------------ | ------- | -------------------- | ----- |
| 1er janvier 2015 | 2014    | 1/2 finale | #1 Crimson Tide de l'Alabama - #4 Buckeyes d'Ohio State      | 35 - 42 | 0 - 1                | -     |
|                  |         |            |                                                              |         |                      |       |
| 31 décembre 2015 | 2015    | 1/2 finale | #2 Crimson Tide de l'Alabama - #3 Spartans de Michigan State | 38 - 0  | 1 - 1                | Oui   |
| 11 janvier 2016  | 2015    | Finale     | #1 Tigers de Clemson - #2 Crimson Tide de l'Alabama          | 40 - 45 | 2 - 1                | Oui   |
|                  |         |            |                                                              |         |                      |       |
| 31 décembre 2016 | 2016    | 1/2 finale | #1 Crimson Tide de l'Alabama - #4 Huskies de Washington      | 24 - 07 | 3 - 1                | -     |
| 9 janvier 2017   | 2016    | Finale     | #1 Crimson Tide de l'Alabama - #2 Tigers de Clemson          | 31 - 35 | 3 - 2                | -     |
|                  |         |            |                                                              |         |                      |       |
| 1er janvier 2018 | 2017    | 1/2 finale | #1 Tigers de Clemson - #4 Crimson Tide de l'Alabama          | 06 - 24 | 4 - 2                | Oui   |
| 8 janvier 2018   | 2017    | Finale     | #4 Crimson Tide de l'Alabama - #3 Bulldogs de la Géorgie     | 26 - 20 | 5 - 2                | Oui   |

### Sooners de l'Oklahoma
Avec un bilan global en saison régulière de 12 victoires et 1 défaite, Oklahoma est éligible et est sélectionné pour jouer la demi-finale 2018 du CFP.
Ils terminent 1re de la Big 12 Conference avec un bilan en matchs de conférence de 8 victoires sans défaite. Ils remportent ensuite la finale de conférence 39 à 27 contre les #14 Longhorns du Texas.
À l'issue de la saison 2018 (bowl non compris), ils sont classés #4 aux classements CFP, AP et Coache's.
Oklahoma est l'équipe qui a la plus participé à l'Orange Bowl avec 20 apparition pour 12 victoire et 7 défaites.
Il s'agit de leur 3e participation au College Football Playoff où ils ont enregistré deux défaites en demi-finale.
| Dates            | Saisons | Matchs     | Matchs                                               | Scores  | Victoires - Défaites | Titre |
| ---------------- | ------- | ---------- | ---------------------------------------------------- | ------- | -------------------- | ----- |
| 31 décembre 2015 | 2015    | 1/2 finale | #1 Tigers de Clemson - #4 Sooners de l'Oklahoma      | 37 - 17 | 0 - 1                | -     |
|                  |         |            |                                                      |         |                      |       |
| 1er janvier 2018 | 2017    | 1/2 finale | #2 Sooners de l'Oklahoma - #3 Bulldogs de la Géorgie | 48 - 54 | 0 - 2                | -     |

## Résumé du match
Résumé et photo sur la page du site francophone The Blue Pennant.
Début du match à 20 h 10, fin à 23 h 47 pour une durée totale de jeu de 3 h 37 min.
Températures de 24 °C, vent de SE de 5 km/h, ciel nuageux.
| QT          | Temps       | Drive       | Drive       | Drive       | Équipe      | Description de l'action | Score | Score |
| QT          | Temps       | Jeux        | Yards       | TDP         | Équipe      | Description de l'action | ALA   | OKL   |
| ----------- | ----------- | ----------- | ----------- | ----------- | ----------- | --- | ----- | ----- |
| 1           | 11:54       | 7           | 75          | 03:06       | ALA         | TD à la suite d'une course de 1 yard par RB Damien Harris + 1 point de conversion par K Joseph Bulovas                                       | 7     | 0     |
| 1           | 05:54       | 8           | 55          | 03:57       | ALA         | TD de 10 yards par WR Henry Ruggs III à la suite d'une réception de passe de QB Tua Tagovailoa + 1 point de conversion par K. Joseph Bulovas | 14    | 0     |
| 1           | 01:33       | 5           | 61          | 02:35       | ALA         | TD à la suite d'une course de 1 yard par RB Damien Harris + 1 point de conversion par K. Joseph Bulovas                                      | 21    | 0     |
| 2           | 13:01       | 5           | 48          | 02:04       | ALA         | TD de 27 yards par RB Josh Jacobs à la suite d'une réception de passe de QB Tua Tagovailoa + 1 point de conversion par K. Joseph Bulovas     | 28    | 0     |
| 2           | 11:48       | 4           | 75          | 01:13       | OKL         | TD à la suite d'une course de 2 yards par RB Trey Sermon + 1 point de conversion par K. Austin Seibert                                       | 28    | 7     |
| 2           | 07:30       | 10          | 41          | 03:41       | OKL         | FG de 26 yards pa K. Austin Seibert | 28    | 10    |
| 2           | 00:25       | 12          | 55          | 07:05       | ALA         | FG de 38 yards pa K. Joseph Bulovas | 31    | 10    |
| 3           | 09:42       | 14          | 66          | 05:18       | OKL         | FG de 26 yards pa K. Austin Seibert | 31    | 13    |
| 3           | 03:03       | 6           | 75          | 02:03       | OKL         | TD de 49 yards par WR Charleston Rambo à la suite d'une réception de passe de QB Kyler Murray + 1 point de conversion par K. Austin Seibert  | 31    | 20    |
| 4           | 13:08       | 9           | 75          | 04:55       | ALA         | TD de 10 yards par WR DeVonta Smith à la suite d'une réception de passe de QB Tua Tagovailoa + 1 point de conversion par K. Joseph Bulovas   | 38    | 20    |
| 4           | 08:31       | 14          | 80          | 04:37       | OKL         | TD de 10 yards par WR CeeDee Lamb à la suite d'une réception de passe de QB Kyler Murray + 1 point de conversion par K. Austin Seibert       | 38    | 27    |
| 4           | 06:48       | 5           | 46          | 02:23       | ALA         | TD de 13 yards par WR Jerry Jeudy à la suite d'une réception de passe de QB Tua Tagovailoa + 1 point de conversion par K. Joseph Bulovas     | 45    | 27    |
| 4           | 04:23       | 6           | 74          | 01:45       | OKL         | TD à la suite d'une course de 8 yards par QB Kyler Murray + 1 point de conversion par K. Austin Seibert                                      | 45    | 34    |
| Score final | Score final | Score final | Score final | Score final | Score final | Score final | 45    | 34    |

## Statistiques
| Système | Nom             | Équipe  | Poste |
| ------- | --------------- | ------- | ----- |
| Attaque | Tua Tagovailoa  | Alabama | QB    |
| Défense | Xavier McKinney | Alabama | S     |

| Statistiques                           | ALA                                                   | OKL                                                   |
| -------------------------------------- | ----------------------------------------------------- | ----------------------------------------------------- |
| 1er down                               | 28                                                    | 26                                                    |
| 1er down à la course                   | 12                                                    | 9                                                     |
| 1er down à la passe                    | 16                                                    | 15                                                    |
| 1er down suite pénalité                | 0                                                     | 2                                                     |
| Conversion de 3e down                  | 7/10                                                  | 6/13                                                  |
| Conversion de 4e down                  | 0/0                                                   | 2/3                                                   |
| Jeux–yards                             | 70 jeux pour 528 yards                                | 69 jeux pour 471 yards                                |
| Yards à la course                      | 42 courses pour 200 yards moyenne de 4,8 yards/course | 32 courses pour 163 yards moyenne de 7,1 yards/course |
| Yards à la passe                       | 328                                                   | 308                                                   |
| Passes : Réussies-Tentées-Interceptées | 25/28 passes complétées, 0 interception               | 19/37 passes complétées, 0 interception               |
| Réussite en zone rouge/chances         | 6/7                                                   | 5/5                                                   |
| TD                                     | 6                                                     | 4                                                     |
| Field Goals                            | 1/1                                                   | 2/2                                                   |
| Sacks (Nombre-Yards)                   | 3 pour 19 yards adverses perdus                       | 1 pour 2 yards adverses perdus                        |
| Fumbles (Nombre/Perdus)                | 0/0                                                   | 0/0                                                   |
| Pénalités (Nombre/Yards perdus)        | 9 pour 86 yards perdus                                | 7 pour 55 yards perdus                                |
| Temps de possession                    | 36:08                                                 | 23:52                                                 |

| Quarterbacks        | Quarterbacks    | Quarterbacks                                                                                     |
| ------------------- | --------------- | ------------------------------------------------------------------------------------------------ |
| ALA                 | Tua Tagovailoa  | 24/27 passes complétées, 318 yards, 0 interception, 4 TDs, 1 sack subi, évaluation QB de 236,7   |
| ALA                 | Jalen Hurts     | 1/1 passes complétées, 10 yards, interception, 0 TD, 0 sack subi, évaluation QB de 184           |
| OKL                 | Murray, Kyler   | 19/37 passes complétées, 308 yards, 0 interception, 2 TDs, 3 sacks subis, évaluation QB de 139,1 |
| Meilleurs coureurs  |                 |                                                                                                  |
| ALA                 | Josh Jacobs     | 15 courses pour 98 yards nets gagnés, 0 TD, moyenne de 6,5 yards/course                          |
| OKL                 | Murray, Kyler   | 17 courses pour 109 yards nets gagnés, 1x TD, moyenne de 6,4 yards/course                        |
| Meilleurs receveurs |                 |                                                                                                  |
| ALA                 | DeVonta Smith   | 6 réceptions pour 104 yards gagnés, 1 TD                                                         |
| OKL                 | Lamb, CeeDee    | 8 réceptions pour 109 yards gagnés, 1 TD                                                         |
| Meilleurs tacklers  |                 |                                                                                                  |
| ALA                 | Dylan Moses     | 6 tacles dont 4 en solo                                                                          |
| OKL                 | Murray, Kenneth | 15 tacles dont 7 en solo, ½ sack (1 yard) , ½ TFL (1 yard)                                       |